# Manasse al III-lea de Rethel
Manasse al III-lea (n. 1022-d. 1056) a fost conte de Rethel începând din 1032.
Manasse a fost fiul contelui Manasse al II-lea de Rethel cu soția sa, Dada. El a succedat tatălui său din 1032.
Manasse al III-lea a fost căsătorit cu Iudith de Roucy (n. 1035), fiică a contelui Giselbert de Reims, cu care avut următorii copii:
- Hugo (d. 1118), succesor în comitat
- Manasse
- Iudith